# Jáchym Kondelík
Jáchym Kondelík (* 21. prosince 1999 Hannover) je český hokejový útočník hrající v české extralize za tým Dynamo Pardubice. Narodil se v Hannoveru v Německu, kde jeho otec Roman Kondelík působil jako profesionální hokejový brankář v týmu Hannover Indians. S hokejem začínal ve čtyřech letech v Německu. Poté, co jeho otec ukončil profesionální kariéru a vrátil se s rodinou do Česka, začal působit v juniorském týmu Motor České Budějovice. V roce 2024 byl nominován na mistrovství světa v ledním hokeji v Praze a vyhrál titul mistra světa.

## Kariéra
S hokejem začínal ve čtyřech letech v Německu. Po návratu do Česka, začal působit v mládežnických kategoriích týmu Motor České Budějovice. Poté dva roky působil v týmu Muskegon Lumberjacks v USHL. V roce 2018 byl Draftován do NHL ve čtvrtém kole týmem Nashville Predators na celkové 111. pozici. Od sezóny 2018/2019 působil v zámořské univerzitní soutěži NCAA. Na konci sezóny 2021/2022 se přesunul do týmu v AHL – Milwaukee Admirals. V říjnu roku 2023 přestoupil do Českých Budějovic, kde hokejově vyrůstal. 
V sezóně 2023/2024 byl zvolen hráčem sezóny v klubu Banes Motor České Budějovice. 
Po vydařené sezoně byl nominován na přípravné zápasy české reprezentace pro mistrovství světa konané v Praze. Premiéru si odbyl 13. dubna 2024 v zápase proti německé reprezentaci. Svými výkony si zasloužil místo v sestavě pro mistrovství světa, kde čeští hokejisté získali zlaté medaile.

## Prvenství
- Debut – 15. října 2023 (Banes Motor České Budějovice – HC Oceláři Třinec)
- První asistence – 20. října 2023 (Rytíři Kladno – Banes Motor České Budějovice)
- První gól – 22. října 2023 (Banes Motor České Budějovice – HC Dynamo Pardubice, českému brankáři Romanu Willovi)

## Klubová statistika
| Sezóna       | Klub                         | Soutěž       |    | Základní část | Základní část | Základní část | Základní část | Základní část |   | Play off | Play off | Play off | Play off | Play off |
| Sezóna       | Klub                         | Soutěž       | Z  | G             | A             | B             | TM            | Z             | G | A        | B        | TM       |          |          |
| 2013/2014    | Banes Motor České Budějovice | ČHL-16       | 33 | 4             | 9             | 13            | 14            | -             | - | -        | -        | -        |          |          |
| 2014/2015    | Banes Motor České Budějovice | ČHL-16       | 23 | 7             | 27            | 34            | 39            | -             | - | -        | -        | -        |          |          |
| 2014/2015    | Banes Motor České Budějovice | ČHL-18       | 5  | 1             | 1             | 2             | 2             | -             | - | -        | -        | -        |          |          |
| 2015/2016    | Banes Motor České Budějovice | ČHL-18       | 44 | 23            | 46            | 69            | 53            | -             | - | -        | -        | -        |          |          |
| 2016/2017    | Muskegon Lumberjacks         | USHL         | 43 | 7             | 8             | 15            | 6             | -             | - | -        | -        | -        |          |          |
| 2017/2018    | Muskegon Lumberjacks         | USHL         | 44 | 16            | 18            | 34            | 43            | 3             | 1 | 2        | 3        | 4        |          |          |
| 2018/2019    | Univer. Connecticut          | NCAA         | 33 | 4             | 22            | 26            | 12            | -             | - | -        | -        | -        |          |          |
| 2019/2020    | Univer. Connecticut          | NCAA         | 34 | 8             | 15            | 23            | 25            | -             | - | -        | -        | -        |          |          |
| 2020/2021    | Univer. Connecticut          | NCAA         | 23 | 4             | 18            | 22            | 6             | -             | - | -        | -        | -        |          |          |
| 2021/2022    | Univer. Connecticut          | NCAA         | 36 | 12            | 21            | 33            | 16            | -             | - | -        | -        | -        |          |          |
| 2021/2022    | Milwaukee Admirals           | AHL          | 2  | 0             | 0             | 0             | 0             | -             | - | -        | -        | -        |          |          |
| 2022/2023    | Milwaukee Admirals           | AHL          | 38 | 5             | 6             | 11            | 22            | -             | - | -        | -        | -        |          |          |
| 2023/2024    | Banes Motor České Budějovice | ČHL          | 41 | 11            | 26            | 37            | 23            | 10            | 4 | 6        | 10       | 4        |          |          |
| 2024/2025    | Banes Motor České Budějovice | ČHL          | 13 | 1             | 3             | 4             | 12            | —             | — | —        | —        | —        |          |          |
| 2024/2025    | HC Dynamo Pardubice          | ČHL          | 31 | 4             | 12            | 16            | 9             | 16            | 4 | 5        | 9        | 6        |          |          |
| Celkem v ČHL | Celkem v ČHL                 | Celkem v ČHL | 85 | 16            | 41            | 57            | 44            | 26            | 8 | 11       | 19       | 10       |          |          |

## Reprezentace
| Rok                       | Tým                       | Soutěž                    | Z | G | A | B | TM |
| ------------------------- | ------------------------- | ------------------------- | - | - | - | - | -- |
| 2016                      | Česko 17                  | WHC-17                    | 5 | 0 | 1 | 1 | 2  |
| 2017                      | Česko 18                  | MS-18                     | 5 | 1 | 5 | 6 | 8  |
| 2019                      | Česko 20                  | MSJ                       | 5 | 1 | 1 | 2 | 2  |
| 2024                      | Česko                     | MS                        | 6 | 0 | 1 | 1 | 0  |
| 2025                      | Česko                     | MS                        | 2 | 0 | 0 | 0 | 0  |
| Seniorská kariéra celkově | Seniorská kariéra celkově | Seniorská kariéra celkově | 8 | 0 | 1 | 1 | 0  |